# San Pietro (Monastero di Santa Caterina in Egitto)
San Pietro è un'icona encaustica realizzata nel VI secolo e conservata nel monastero di Santa Caterina in Egitto.

## Storia
Si pensa che l'immagine provenga da un laboratorio a Costantinopoli, dove la tradizione classica è coltivata più di qualsiasi altro centro del tempo, esprimendo al contempo il flusso di arte espressiva o gli stili combinati nell'immagine. La tendenza astratta e la tendenza artistica del primo periodo bizantino sono concetti strettamente correlati e sono probabilmente la base per qualsiasi tentativo di interpretare la produzione bizantina.

## Descrizione
Le caratteristiche del dipinto riflettono la forma tradizionale di rappresentazione dell'apostolo Pietro con fronte bassa, capelli folti e corti e barba corta. Nonostante l'apparente vista frontale della testa, c'è un leggero giro del corpo. Tiene le chiavi nella mano destra e nel lungo la croce a sinistra. Nella modellatura del viso e degli occhi si distinguono le origini dell'arte ellenistica e allo stesso tempo le tendenze astratte che indicano la spiritualità della forma.
Nella parte superiore ci sono tre medaglie che comprendono nella parte centrale Gesù, la Madonna a destra e un giovane innocente, forse Mosè o Giovanni evangelista a sinistra. Lo sfondo dell'immagine copre una parete curva in un arco.

### Esplicative
1. ↑  Questo leggero spostamento a sinistra distingue i livelli della testa dai livelli del corpo, come nel caso dei ritratti del Fayyum.

### Bibliografiche
1. ↑  Αλμπάνη Τζ. 1999, p. 39.
2. ↑  Αλμπάνη Τζ. 1999, pp. 13-21.